# فرد سكارليت
فرد سكارليت (بالإنجليزية: Alexander Frederick Yorke Scarlett)‏ هو مجدف بريطاني، ولد في 29 أبريل 1975 في أشفورد في المملكة المتحدة.

## وصلات خارجية
- فرد سكارليت على موقع الاتحاد الدولي للتجديف (الإنجليزية)
- فرد سكارليت على موقع اللجنة الأولمبية الدولية (الإنجليزية)
- فرد سكارليت على موقع أوليمبيديا (الإنجليزية)